# Cameră cu bule

Schema unei camere cu bule

O cameră cu bule este un vas umplut cu un lichid transparent supraîncălzit (cel mai adesea hidrogen lichid) folosit pentru a detecta particule încărcate electric care se deplasează prin el. A fost inventat în 1952 de Donald Glaser, pentru care acesta a primit în 1960 Premiul Nobel pentru Fizică.
Deși există unele anecdote cum că Glaser a fost inspirat în invenția lui de bulele dintr-un pahar cu bere, într-o discuție din 2006, el a infirmat această poveste, spunând că deși berea nu a fost inspirația sa, unele prototipuri inițiale au fost umplute cu bere.

## Funcționalitate și utilizări

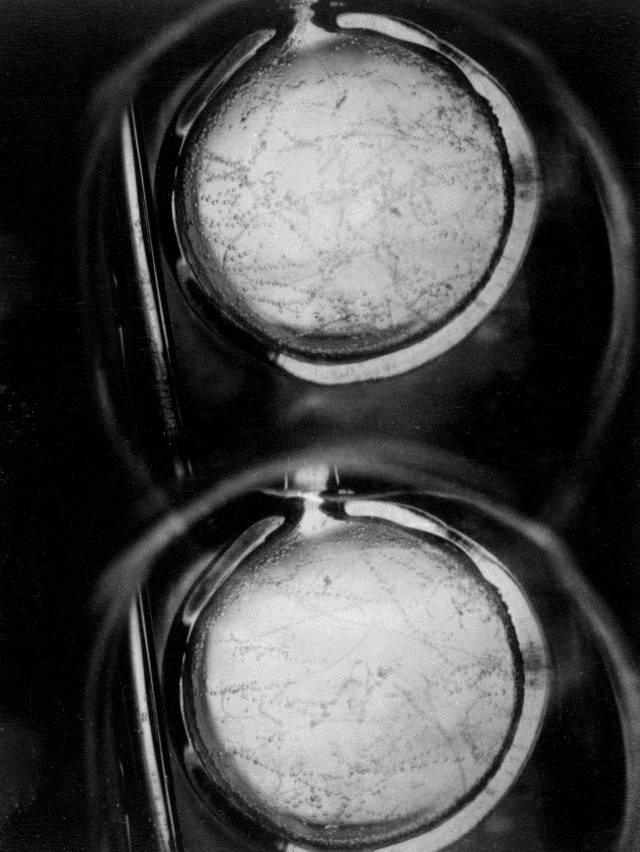
Primele urme observate într-o cameră cu bule cu hidrogen lichid.

Camera cu bule este similară camerei cu ceață în aplicații și în principiul de bază. În mod normal este realizată prin umplerea unui cilindru mare cu un lichid încălzit până aproape de punctul său de fierbere. În timp ce particulele intră în cameră, un piston îi reduce brusc presiunea, iar lichidul intră într-o fază de supraîncălzire, metastabilă. Particulele încărcate creează o urmă de ionizare în jurul căreia lichidul se evaporă, formând bule microscopice. Densitatea bulelor în jurul unei urme este proporțională cu cantitatea de energie pierdută de particulă.
Bulele cresc în mărime cu cât camera își crește volumul, până devin destul de mari pentru a fi văzute sau fotografiate. Câteva camere foto sunt montate în jurul ei, furnizând o imagine tridimensională a experimentului. Au fost folosite camere cu bule cu rezoluții până la câțiva micrometri.
Întreaga cameră este supusă unui câmp magnetic constant, ceea ce determină particulele încărcate să se deplaseze în spirală, cu raza determinată de raportul sarcină-masă. Dat fiind că pentru toate particulele subatomice încărcate electric și cu viață lungă sarcina lor este cea a unui electron, raza de curbură este proporțională cu impulsul.